# باول غاغنهايم
باول غاغنهايم هو قاضي وأستاذ جامعي سويسري، ولد في 15 سبتمبر 1899 في زيورخ في سويسرا، وتوفي في 31 أغسطس 1977 في جنيف في سويسرا.

## وصلات خارجية
- باول غاغنهايم على موقع مونزينجر (الألمانية)